# Музей-усадьба Тадеуша Костюшко
Мемориальный музей-усадьба Тадеуша Костюшко (бел. Мемарыяльны музей-сядзіба Тадэвуша Касцюшкі) — музей, посвящённый Тадеушу Костюшко, находящийся у города Коссово в Ивацевичском районе Брестской области в Беларуси.

## История
Людвик Костюшко, ведущий свой род от православного дворянина Константина Фёдоровича, женатого на Анне из князей Гольшанских, и пользовавшегося благосклонностью великого князя литовского Сигизмунда I, после смерти отца, из-за его долгов сдал многочисленные имения семьи своим родственникам и взял в аренду у рода Сапегов фольварк Меречевщина близ местечка Коссово. По различным источникам, к тому времени либо дом уже стоял, либо был построен самим Людвиком около 1720 года. В 1740 году он женился на Фекле Радомской из рода Радомских, исповедовавших православие. 4 февраля 1745 года у них родился сын, который был крещён с именем Анджей Тадеуш Бонавентура Костюшко. Он принял участие в американской революции и войне за независимость, возглавил польское восстание и стал национальным героем Беларуси, Польши, Литвы, Франции и США.
После того как в 1764 году Людвик Тадеуш скончался, Меречевщина была продана его вдовой за 54,5 тысячи злотых Яну Флемингу, подарившему поместье своей дочери Изабелле, вышедшей за князя Чарторыйского. Их дочь, Софья, в свою очередь продала фольварк предводителю дворянства и послу Четырёхлетнего сейма Войцеху Пусловскому в имение Пусловских. В 1857 году, его сын, Вандалин Пусловский, закончивший строительство родового дворца, отреставрировал дом на собственные средства по проекту и под руководством архитектора Михаила Астрамецкого, сделав его частью дворцово-паркового комплекса.
Первым усадьбу ещё в 1845 году изобразил на своих рисунках художник Михаил Кулеша. Он показал дом Костюшко в двух видах: со стороны подъезда и от парка, но до нашего времени дошёл только рисунок с видом на центральный фасад, опубликованный им в иллюстрированном альбоме «Собрание изображений с натуры». Основываясь на описании Кулеши, можно понять, что усадьба Костюшко была одноэтажной с высокой и характерной для первой половины XVIII века двухъярусной ломаной крышей, с чертами стиля барокко, накрытой соломой или камышом. Над крышей возвышались две симметрично расположенные трубы. Главный вход в усадьбу проходил через небольшое крыльцо с крышей на четырёх столбах, по обе стороны которого было по 2 окна, а само здание окружал пейзажный парк. Через 26 лет после Кулеши, в 1871 году на Меречевщине побывал Наполеон Орда и оставил после себя литографию восстановленной усадьбы на фоне дворца Пусловских. На его рисунке дом отличался значительно большим портиком, далеко выступающим от центрального фасада и окружённым с трёх сторон колоннами, создававшими ощущение открытой летней веранды. По бокам от портика и на боковых фасадах было уже по три окна. Фотографии усадьбы, сделанные в начале XX века после очередной реконструкции здания, соответствуют архитектуре на рисунках Кулеши, однако крыша дома была значительно ниже и покрыта гонтом.

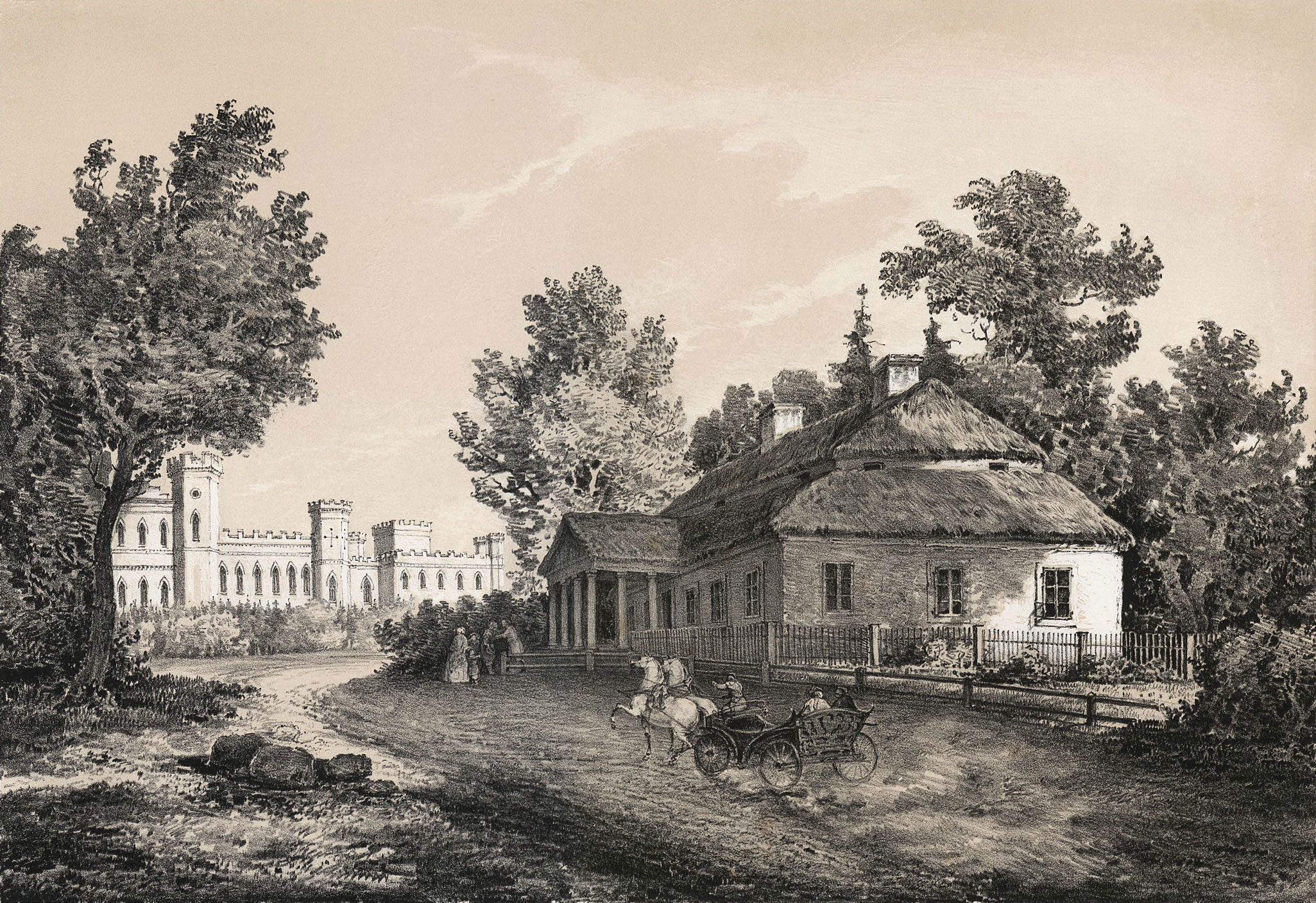
Литография Наполеона Орды, 1875 год
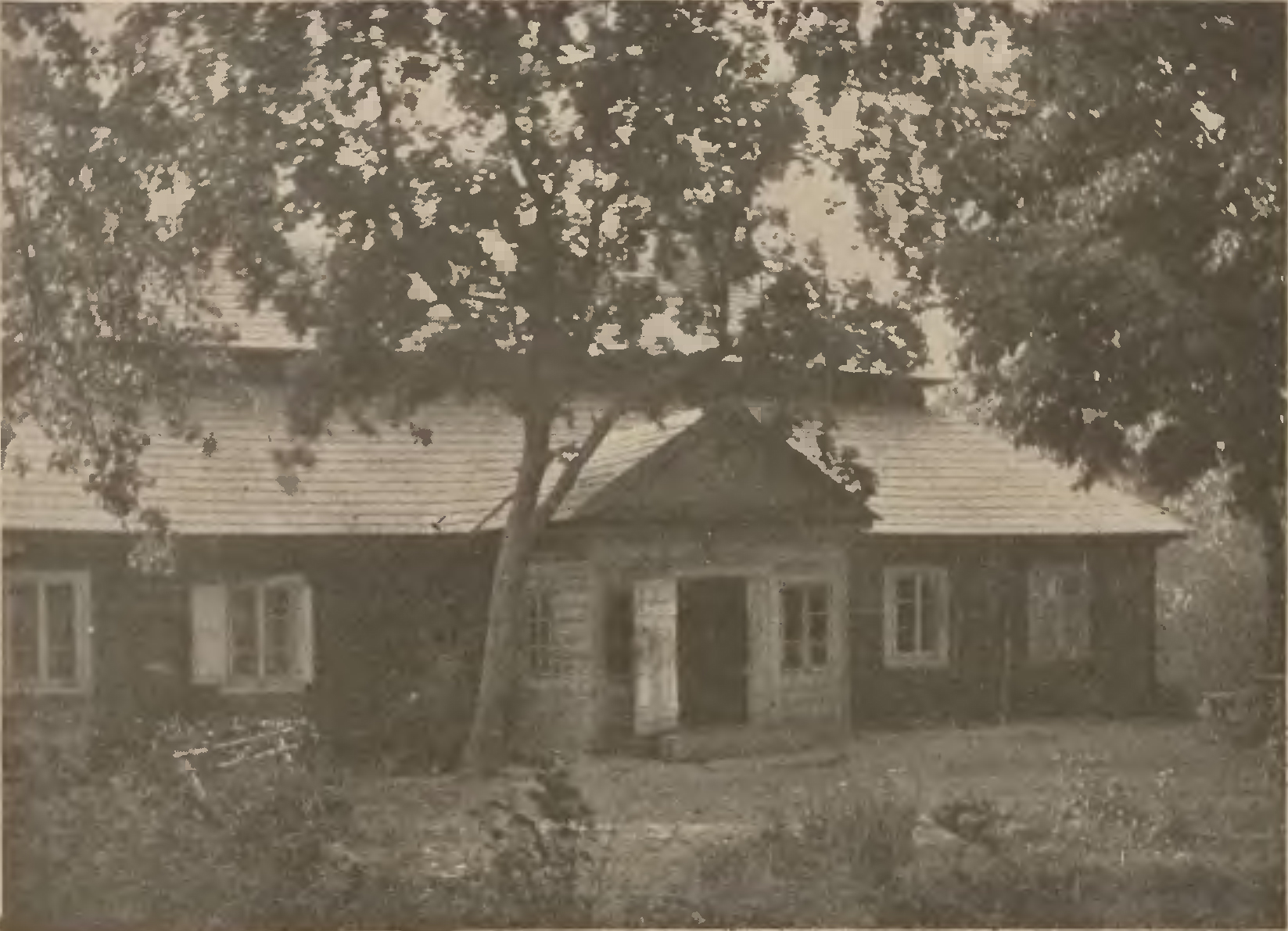
Фотография дома Костюшко, 1927 год

В неизменном виде дом Костюшко пережил Первую мировую войну, однако дворец был разграблен. При польских властях, в 1936 году в усадьбе был устроен музей, а в комнате, где по преданию родился Костюшко, была установлена памятная доска с датами его рождения, этапами жизни и деятельности, в то время как во дворце располагалась окружная управа и школа пчеловодов. После немецкой оккупации Польши и начала Второй мировой войны, в 1942 году усадьба вместе с дворцом сгорела во время пожара, организованного партизанами, желавшими таким образом освободить Меречевщину.

## Настоящее время

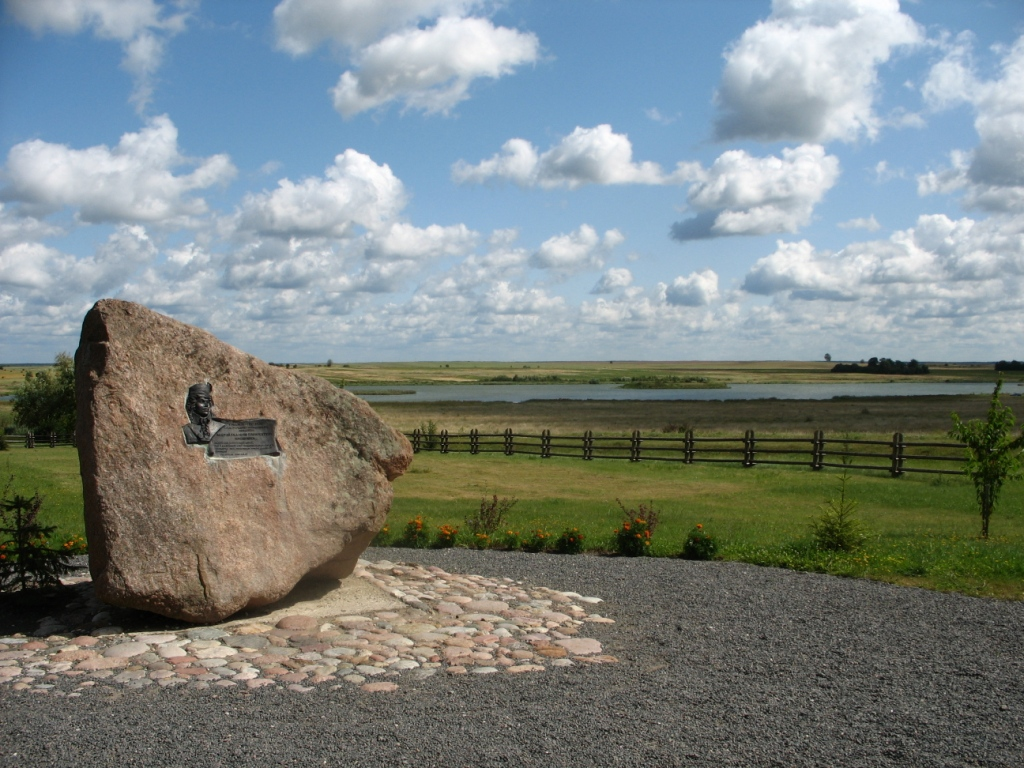
Памятный камень у дома Костюшко

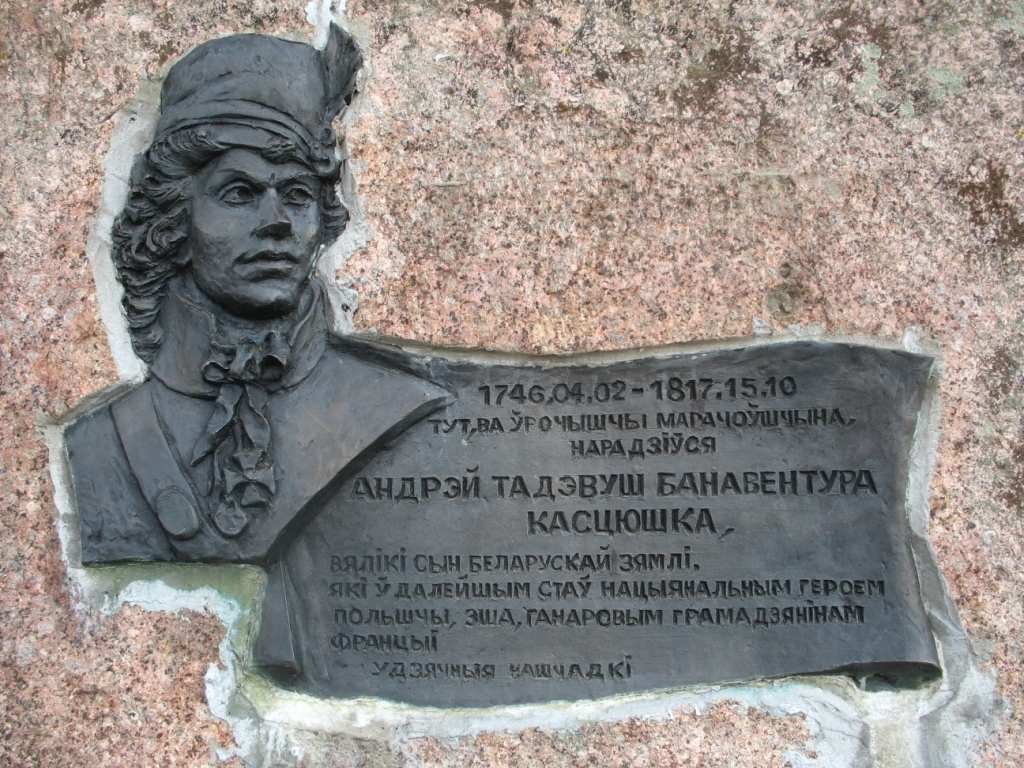
Табличка на памятном камне

После войны на месте разрушенной усадьбы можно было увидеть лишь остатки фундамента. В 1980—1990-е годы архитекторами государственного предприятия «Брестреставрацияпроект» был выполнен генеральный план реконструкции дома и восстановления Коссовского дворцово-паркового ансамбля. В 1999 году на месте расположения усадьбы был установлен памятный камень с табличкой. В 2003 году под руководством археолога Валентина Соболя был проведён раскоп фундамента и обнаружены подвалы дома с фрагментами бутовой кладки и изразцов, а также большое количество предметов быта XVII—XVIII веков, в том числе железные изделия, монеты, керамика.
В январе 2003 года по решению Брестского облисполкома было принято постановление «О восстановлении усадебного дома Т. Костюшко и создании мемориального музея». Работы проходили под руководством главного специалиста областного управления культуры и председателя фонда имени Костюшко Леонида Нестерчука, работавшего с польским и американским фондами имени Костюшко, и лично привезшего из США копии подлинных писем из переписки Тадеуша Костюшко с Томасом Джефферсоном и Джорджем Вашингтоном, факсимильную копию портрета Джефферсона, нарисованного Костюшко, и другие архивные документы. Разработка проектно-сметной документации была осуществлена УП «Брестреставрацияпроект» и главным архитектором Владимиром Козловым. Финансирование велось Брестским облисполкомом и посольством США в Беларуси. Дом был построен на фундаменте XVIII века по рисункам XIX века, причём всего за семь с половиной месяцев. Торжественное открытие музея состоялось 23 сентября 2004 года. На тот момент единственным работником музея, ставшего точной копией усадьбы, в которой родился Костюшко, была его директор Ирина Антипенко.

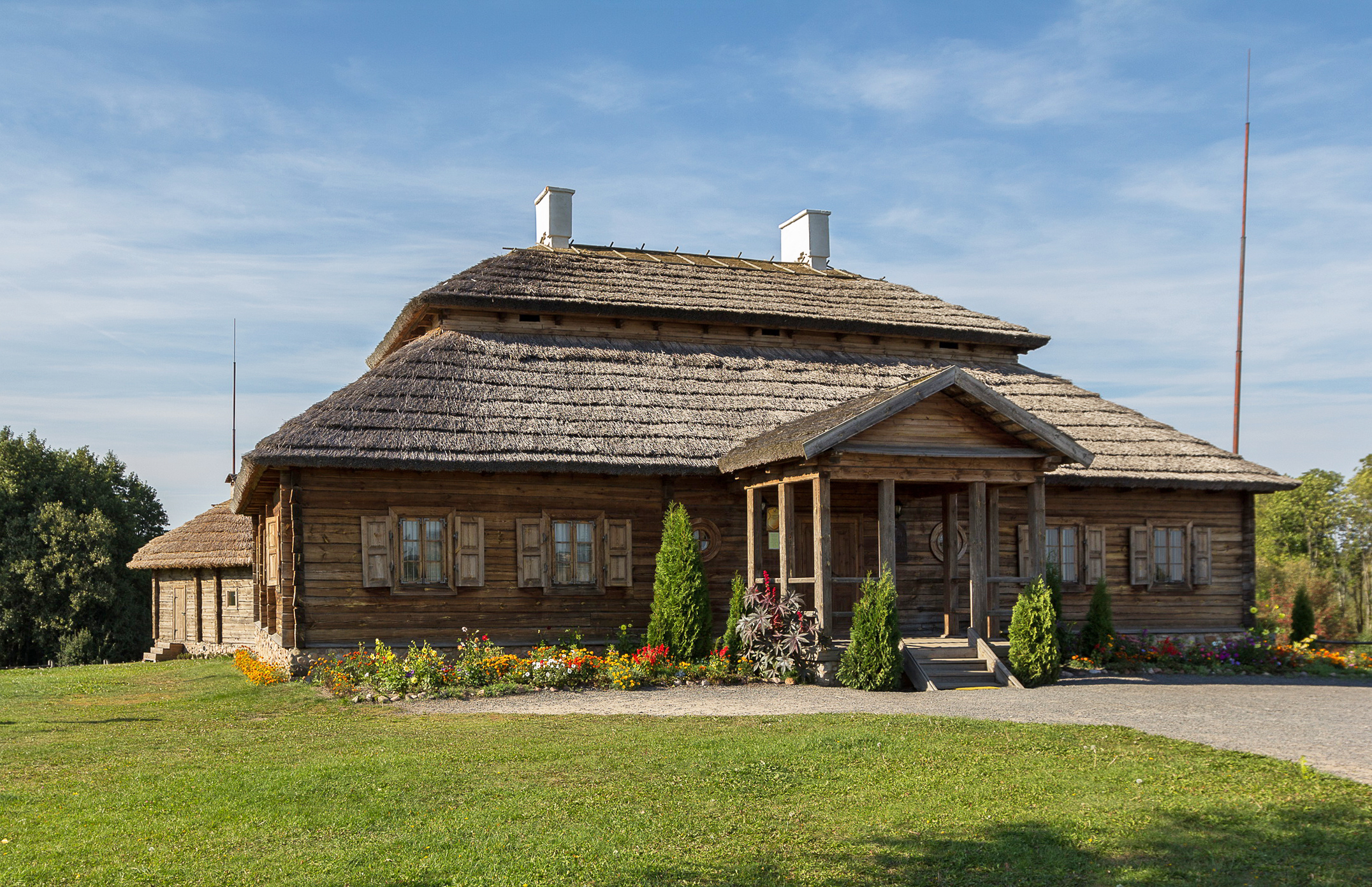
Вид слева
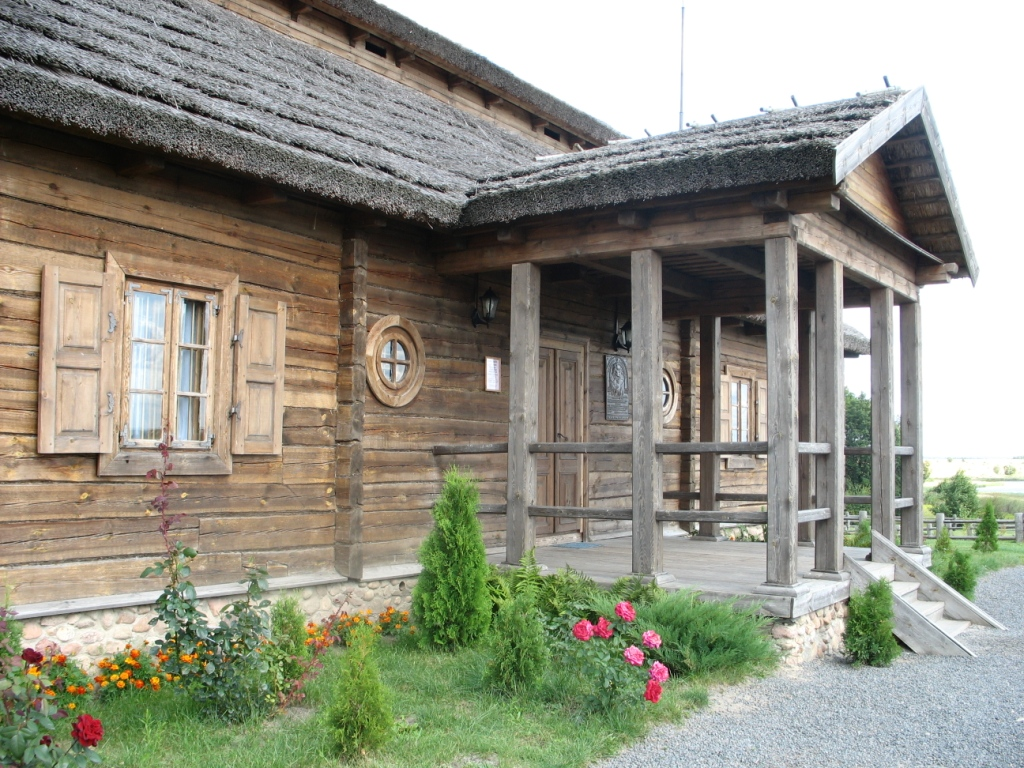
Вид на крыльцо
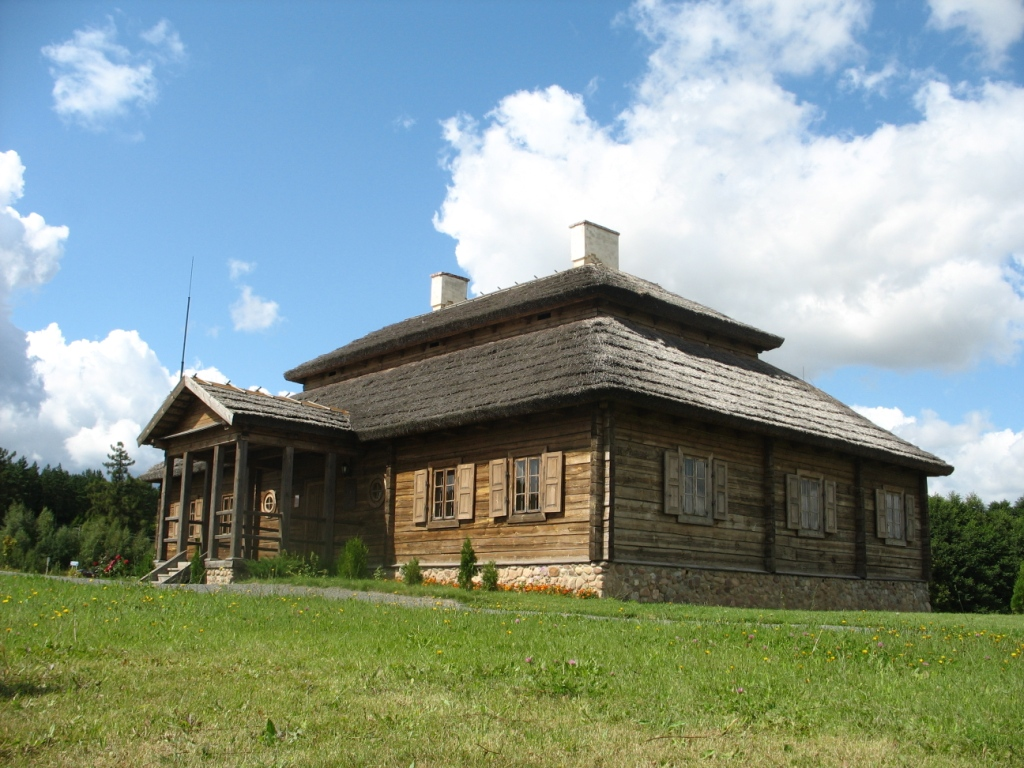
Вид справа

К началу 2014 года, за 9 лет работы музей принял более 128 тысяч туристов, заработав около 200 миллионов рублей. За успешную деятельность коллектив музея был награждён грамотами и дипломами Министерства культуры, Управления физической культуры, спорта и туризма Брестского облисполкома, Управления культуры Брестского облисполкома, Министерства спорта и туризма Республики Беларусь. В 2016 году музей посетили 21,3 тыс. человек.

## Архитектура и экспозиция

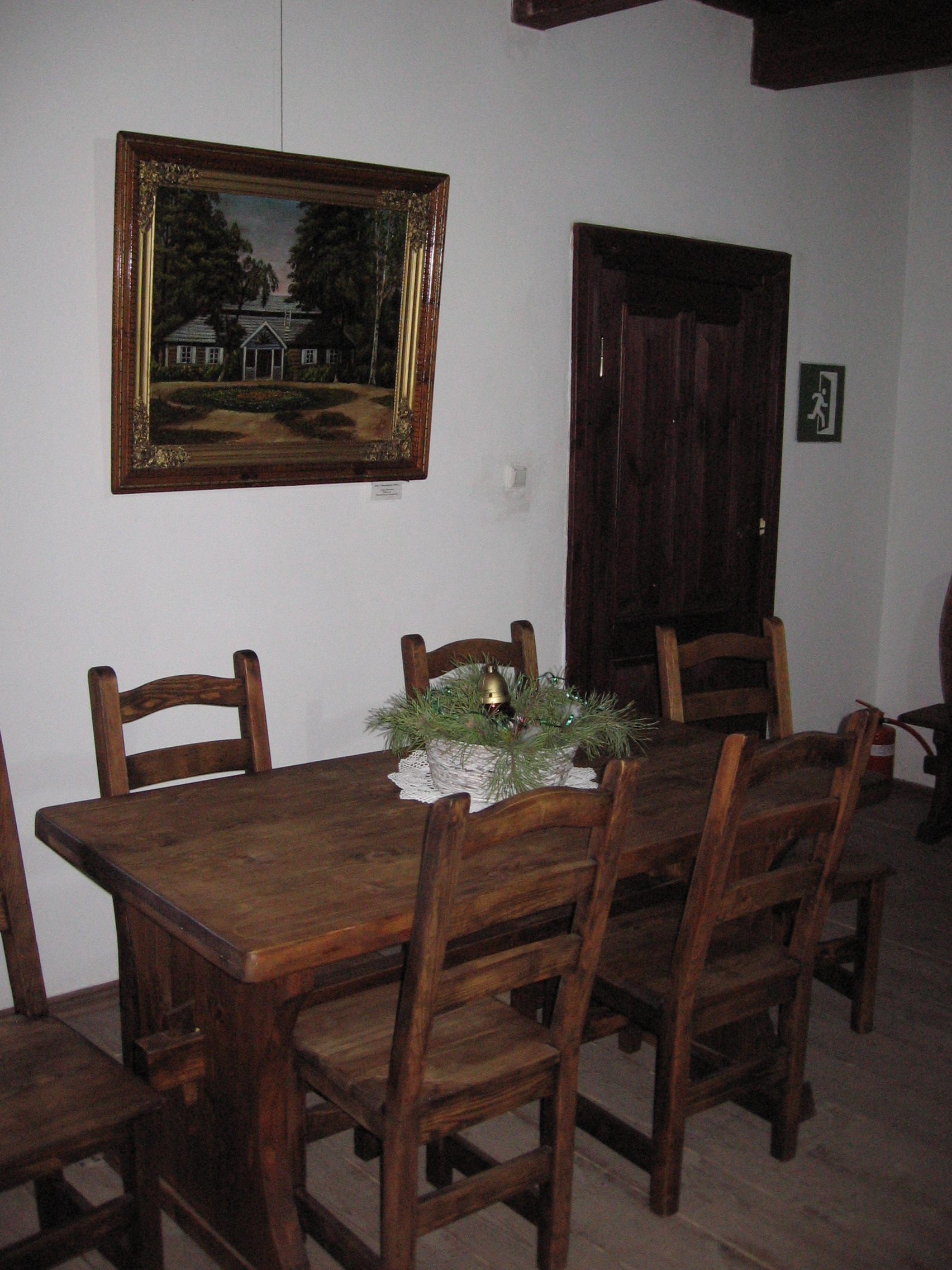
Покои

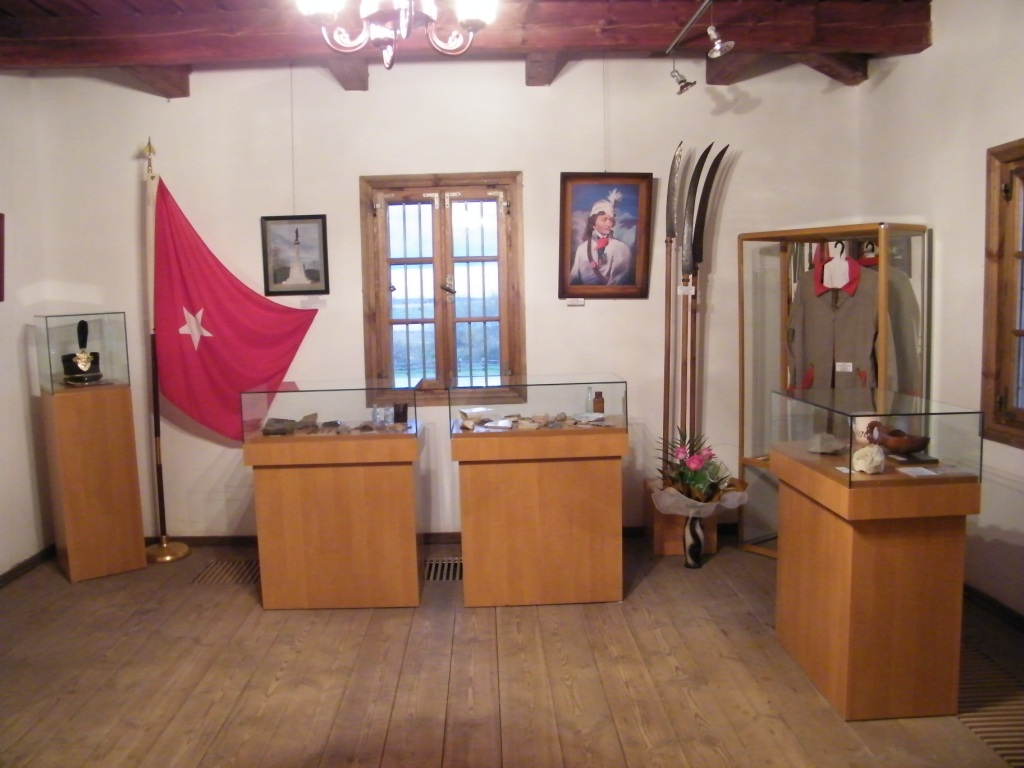
Гостиная

Усадьба представляет собой дом в два яруса, покрытый камышовой крышей, в нём 8 комнат. Мемориальная часть, включающая 5 комнат — сени, кухню, гостиную, комнату матери и рабочий кабинет отца Костюшко — воссоздана по образцу шляхетского дома и обставлена мебелью XVIII—XIX веков. В исторической части, под которую отделена одна комната, находятся материалы археологических раскопок 2003 года, монеты, медали, денежные банкноты с портретом Костюшко, герб и генеалогическое древо рода Костюшко, оружие крестьян-повстанцев — косы касиянеров. Административная часть занимает также одну комнату. Демонстрационная площадь залов музея составляет 200 квадратных метров на которых размещены 6 постоянных экспозиций. Общее количество музейных предметов насчитывает 431 единицу хранения, из них основного фонда — 255, научно-вспомогательного — 176. В музее хранятся осколок плитки одного из каминов, элемент украшения потолка и части чёрной комнаты дворца Пусловских, угли, собранные местными жителями после пожара, уничтожившего исторический дом Костюшко, кивер и знамя бригадного генерала армии США, коллекция почтовых марок, выпущенных в честь Костюшко, а также копия сабли Костюшко, подаренная польским фондом Костюшко вместе с пуговицей, медальоном и кусочком 12-фунтового ядра, найденными при раскопках на месте битвы под Мацеёвицами, произошедшей в 1794 году.
В музее осуществляется продажа сувенирной продукции, проводятся лекции и акция «Ночь музеев», а каждый год 4 февраля празднуется день рождения Тадеуша Костюшко. Посетителям музея предлагается экскурсия по всем комнатам мемориальной части, бесплатные лекции для учащихся школ и детских садов, а также просмотр 18-минутного фильма, созданного при финансовой поддержке ЮНЕСКО. С 2009 года на территории музея разрешена регистрация брака.

## Расположение

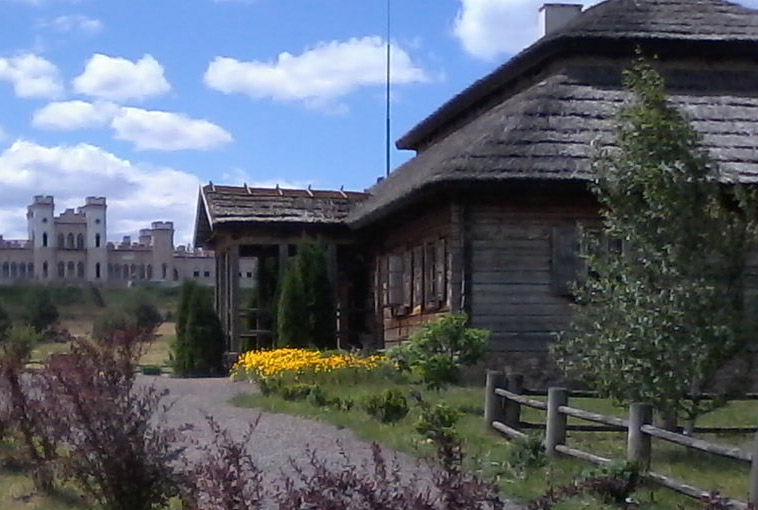
Вид на музей Костюшко и дворец Пусловских, 2015 год

Музей находится за городом Коссово по улице Т. Костюшко, дом 108. Руководство музеем осуществляет отдел идеологической работы, культуры и по делам молодёжи Ивацевичского райисполкома. Музей работает с 10 до 18 часов, выходные — понедельник и вторник. Через дорогу от музея у озера находится дворец Пусловских, а на территории паркового ансамбля расположены гостевой дом для туристов и кафе «У Тадеуша», в котором подают блюда белорусской национальной кухни. В Троицком костёле Коссова хранится купель, в которой был крещён Костюшко.